# Pietrzykowice (Długołęka)
Pour les articles homonymes, voir Pietrzykowice.
Pietrzykowice est une localité polonaise de la gmina de Długołęka, située dans le powiat de Wrocław en voïvodie de Basse-Silésie.